# El Carmen de Bolívar kommun
El Carmen de Bolívar är en kommun i Colombia.   Den ligger i departementet Bolívar, i den norra delen av landet, 600 km norr om huvudstaden Bogotá. Antalet invånare är 67 952.